# Agrias vesta
Agrias vesta är en fjärilsart som beskrevs av Hans Fruhstorfer 1902. Agrias vesta ingår i släktet Agrias och familjen praktfjärilar. Inga underarter finns listade i Catalogue of Life.